# Ла Консепсион (Аламос)
Ла Консепсион (шп. La Concepción) насеље је у Мексику у савезној држави Сонора у општини Аламос. Насеље се налази на надморској висини од 1053 м.

## Становништво
Према подацима из 2010. године у насељу је живело 6 становника.

### Хронологија
| Година       | 2000         | 2005         | 2010 |
| ------------ | ------------ | ------------ | ---- |
| Становништво | 25 (15 / 10) | 23 (10 / 13) | 6    |

### Попис
| # | Индикатор                     | Вредност |
| - | ----------------------------- | -------- |
| 1 | Укупно домаћинстава           | 16       |
| 2 | Укупно насељених домаћинстава | 2        |
| 3 | Величина локације             | 1        |